# ウィリアム・ダンロップ・シンプソン
ウィリアム・ダンロップ・シンプソン（William Dunlap Simpson, 1823年10月27日 - 1890年12月26日）は、アメリカ合衆国の裁判官、政治家。1879年から1880年までサウスカロライナ州知事を、1880年から1890年までサウスカロライナ州最高裁判所首席裁判官を務めた。

## 生涯
1823年10月27日、シンプソンはサウスカロライナ州ローレンス郡において誕生した。シンプソンはサウスカロライナ大学を1843年に卒業し、ハーバード法科大学院で1年を過ごした。シンプソンは義父ヘンリー・クリントン・ヤングと共同で法律事務所を経営し、弁護士となった。
シンプソンは1854年から1856年まで、および1856年から1860年までサウスカロライナ州下院議員を、1860年から1863年までサウスカロライナ州上院議員を務めた。南北戦争が開戦すると、シンプソンはアメリカ連合国陸軍において少佐となった。シンプソンは最終的に中佐まで昇格した。シンプソンはサウスカロライナ州第14志願兵部隊の編成を支援した。シンプソンはまた、1863年から1865年までアメリカ連合国下院議員を務めた。
1865年に南北戦争が終結した直後、シンプソンは連邦下院議員に選出されたが、共和党急進派により、その地位を剥奪された。シンプソンは弁護士業を再開した。シンプソンは1876年にサウスカロライナ州副知事に選出され、1878年にも州副知事に再選した。1879年2月に州知事ウェイド・ハンプトンが連邦上院議員着任のため辞職すると、シンプソンは第78代知事に昇格した。シンプソンは州知事として、進歩主義教育を奨励する法を制定し、州の農業局を設立した。
1880年9月、シンプソンは州最高裁判所の首席裁判官に指名され、州知事を辞任した。シンプソンはその後1890年に死去するまで州最高裁判所首席裁判官を務めた。
1890年12月26日、シンプソンはサウスカロライナ州コロンビアにおいて死去した。シンプソンの遺体はサウスカロライナ州ローレンスのローレンス墓地に埋葬された。